# Айвен Сазерленд
Айвен Едвард Сазерленд (англ. Ivan Edward Sutherland; нар. 1938, Гастінгс, Небраска) — американський інформатик та піонер інтернету. Отримав премію Тюрінга від ACM у 1988 за створення програми Sketchpad — раннього прототипу графічного інтерфейсу, який став звичним у персональних комп'ютерах.

## Біографія
Сазерленд здобув ступінь бакалавра електротехніки у Інституті технологій Карнегі (Університет Карнегі-Меллон), ступінь магістра у Caltech, та ступінь доктора філософії (інформатика та комп'ютерна інженерія) у MIT (1963-й рік).
Він написав Sketchpad як інноваційну програму, яка вплинула на альтернативні форми взаємодії з комп'ютерами. Sketchpad міг приймати обмеження та задавати взаємозв'язки між сегментами та дугами, наприклад діаметр дуг. Він міг малювати горизонтальні та вертикальні лінії, та комбінувати їх у фігури та комбінувати їх у різноманітні фігури. Їх можна було копіювати, переміщувати, повертати, чи масштабувати, зберігаючи їх основні властивості. Також Скетчпад мав першу програму промальовування вікон та алгоритм обрізки, що дозволяв масштабування. Скетчпад працював на комп'ютері Lincoln TX-2 та вплинув на oN-Line System.
Сазерленд замінив Дж. С. Р. Ліклайдера на посаді голови офісу технологій обробки інформації (англ. Information Processing Technology Office (IPTO)) ARPA (зараз відомого як DARPA), коли Ліклайдер повернувся до MIT в 1964.
Від 1965 до 1968 він був англ. Associate Professor of Electrical Engineering у Гарвардському університеті. З допомогою свого студента Боба Спроула він створив те, що вважається першим шоломом віртуальної реальності та доповненої реальності у 1968. Він був примітивним як інтерфейсом користувача так і реалізмом, а його вага була такою великою, що він мав підвішуватись до стелі. Віртуальне середовище складалось з простих дротяних моделей кімнат. Грізний вигляд пристрою дав йому відповідне ім'я — Дамоклів Меч.
Інший з його Гарвардських студентів, Денні Коен, був першим хто запустив симуляцію польоту через ARPANet. В 1967, робота Денні Коена над авіасимулятором привели до розробки алгоритму Коена-Сазерленда для тривимірної обрізки ліній.
З 1968 по 1974, Сазерленд був професором в університеті Юти. Серед його студентів був Алан Кей, винахідник мови Smalltalk, Анрі Гуро, який придумав технологію Gouraud shading, Франкліном Кровом, що розробляв методи антиаліасингу, та Едвіном Катмеллом, співзасновником Pixar і в цей час президентом студій Walt Disney та Pixar Animation.
У 1968 він став співзасновником Evans and Sutherland разом зі своїм другом та колегою Девідом Евансом. Компанія проводила піонерську роботу в галузі апаратного забезпечення для прискорення тривимірної графіки реального часу, та принтерних мов.
Колишні працівники Evans and Sutherland включали майбутніх засновників Adobe (Джон Варнок) та Silicon Graphics (Джеймс Кларк).
З 1974 по 1978 він працював в Каліфорнійському технологічному інтситуті, де був засновником кафедри комп'ютерних наук. Потім він заснував консалтингову компанію Сазерленд, Спроул та компаньйони, яка потім була куплена Sun Microsystems і сформувала зародок їх дослідницького відділу, Sun Labs.
Доктор Сазерленд був колишнім віце-президентом у Sun Microsystems. Також він відвідував відділ комп'ютерних наук в університеті Каліфорнії, Берклі (з осені 2005 по весну 2008). Нині[коли?] доктор Сазерленд і Марлі Ронкен очолюють дослідження асинхронних систем у Портлендському університеті, де він сформував групу, і заснував Asynchronous Research Center (вебсайт ARC). Він має двох дітей і трьох онуків.
28 травня[коли?] Айвен Сазерленд одружився з Марлі Ронкен.
Старший брат Айвена, Берт Сазерленд, також є видатним вченим комп'ютерних наук.

## Нагороди
- Computer History Museum Fellow, 2005[7]
- R&D 100 Award, 2004 (team)[8]
- Медаль Джона фон Неймана, 1998[9]
- The Franklin Institute's Certificate of Merit, 1996
- Association for Computing Machinery Fellow, 1994[10]
- Electronic Frontier Foundation EFF Pioneer Award, 1994[11]
- Премія Тюрінга, 1988[12]
- Computerworld Honors Program, Leadership Award, 1987[13]
- IEEE Emanuel R. Piore Award, 1986[14]
- Member, United States National Academy of Sciences, 1978[15]
- National Academy of Engineering member, 1973[16]
- National Academy of Engineering First Zworykin Award, 1972

## Цитати
- «Дисплей під'єднаний до комп'ютера дає нам шанс познайомитись з ідеями які не реалізовні в фізичному світі. Це дзеркало в математичну країну чудес.»
- «Ідеальним дисплеєм буде, звичайно, кімната всередині якої комп'ютер може контролювати існування матерії. Крісло зображене в такій кімнаті буде достатньо добрим щоб сидіти. Наручники зображені в такій кімнаті будуть стримувати, і куля зображена в такій кімнаті буде фатальною.» (1965)
- Коли запитували, «Як ви змогли створити першу програму інтерактивної графіки, першу непроцедурну мову програмування, першу об'єктно-орієнтовану програмну систему за один рік?», Айвен відповів: «Ну, я ж не знав що це важко.»
- «Це не ідея, поки ви її не запишете.»
- «Якби це не було весело, ніхто з нас б не продовжував!»

## Патенти
Сазерленд має більше 60 патентів, включаючи:
- US Patent 7,636,361 (2009) Apparatus and method for high-throughput asynchronous communication with flow control
- US Patent 7,417,993 (2008) Apparatus and method for high-throughput asynchronous communication [Архівовано 8 березня 2017 у Wayback Machine.]
- US Patent 7,384,804 (2008) Method and apparatus for electronically aligning capacitively coupled mini-bars [Архівовано 8 березня 2017 у Wayback Machine.]
- US patent 3,889,107 (1975) System of polygon sorting by dissection [Архівовано 16 грудня 2018 у Wayback Machine.]
- US patent 3,816,726 (1974) Computer Graphics Clipping System for Polygons [Архівовано 16 грудня 2018 у Wayback Machine.]
- US patent 3,732,557 (1973) Incremental Position-Indicating System [Архівовано 8 березня 2017 у Wayback Machine.]
- US patent 3,684,876 (1972) Vector Computing System as for use in a Matrix Computer [Архівовано 9 березня 2017 у Wayback Machine.]
- US patent 3,639,736 (1972) Display Windowing by Clipping [Архівовано 8 березня 2017 у Wayback Machine.]

## Зноски
1. ↑  SNAC — 2010.
2. 1 2  Математичний генеалогічний проєкт — 1997.
3. ↑  https://awards.acm.org/fellows/award-recipients
4. ↑  Айзексон, Волтер (2017). Інноватори Як група хакерів, геніїв та ґіків здійснила цифрову революцію. "Наш формат". с. 8, 200. ISBN 978-617-7279-81-4.
5. ↑  Moschovitis Group, Hilary W. Poole, Laura Lambert, Chris Woodford, and Christos J. P. Moschovitis (2005). The Internet: A Historical Encyclopedia. ABC-CLIO. ISBN 1851096590. Архів оригіналу за 9 липня 2014. Процитовано 5 січня 2011.
6. ↑  Page, Dan and Cynthia Lee (1999). Looking Back at Start of a Revolution. UCLA Today. The Regents of the University of California (UC Regents). Архів оригіналу за 24 грудня 2007. Процитовано 3 листопада 2007. [Архівовано 2007-12-24 у Wayback Machine.]
7. ↑  http://www.computerhistory.org/fellowawards/index.php?id=46 [Архівовано 7 червня 2011 у Wayback Machine.] Computer History Museum Fellow
8. ↑  http://research.sun.com/spotlight/2004-09-20.proximity.html [Архівовано 2009-07-17 у Wayback Machine.] R&D 100
9. ↑  http://www.ieee.org/portal/pages/about/awards/pr/vonneupr.html [Архівовано 9 травня 2009 у Wayback Machine.] von Neumann Medal
10. ↑  http://fellows.acm.org/fellow_citation.cfm?id=3467412&srt=alpha&alpha=S [Архівовано 23 січня 2012 у Wayback Machine.] ACM Fellow
11. ↑  http://w2.eff.org/awards/pioneer/1994.php [Архівовано 7 жовтня 2010 у Wayback Machine.] EFF Pioneer
12. ↑  http://awards.acm.org/citation.cfm?id=8840562&srt=alpha&alpha=S&aw=140&ao=AMTURING&yr=1988%5Bнедоступне+посилання+з+лютого+2019%5D Turing Award
13. ↑  http://www.cwhonors.org/leadership/indexpast.html [Архівовано 24 лютого 2008 у Wayback Machine.] Computerworld Leadership Award
14. ↑  http://www.ieee.org/portal/pages/about/awards/pr/piorepr.html [Архівовано 2013-06-28 у Wayback Machine.] Piore Award
15. ↑  http://www.nasonline.org/site/Dir/244534946?pg=vprof&mbr=1006266&returl=http%3A%2F%2Fwww.nasonline.org%2Fsite%2FDir%2F244534946%3Fpg%3Dsrch%26view%3Dbasic&retmk=search_again_link [Архівовано 12 серпня 2011 у Wayback Machine.] NAS Member
16. ↑  http://www.nae.edu/nae/naepub.nsf/Members+By+UNID/A96504917AE99F038625755200622DC5?opendocument [Архівовано 29 травня 2010 у Wayback Machine.] NAE member